# Valdaone
Valdaone est une commune italienne d'environ 1 100 habitants située dans le val Giudicarie (province autonome de Trente, région du Trentin-Haut-Adige), dans le Nord-Est de l'Italie. Créée le 1er janvier 2015, elle est issue de la fusion de Bersone, Daone et Praso.
Les communes limitrophes sont  Borgo Chiese, Breno, Castel Condino, Ceto, Cevo, Massimeno, Pelugo, Pieve di Bono-Prezzo, Porte di Rendena, Saviore dell'Adamello, Sella Giudicarie, Spiazzo et Strembo.